# Miskolcs operafestival

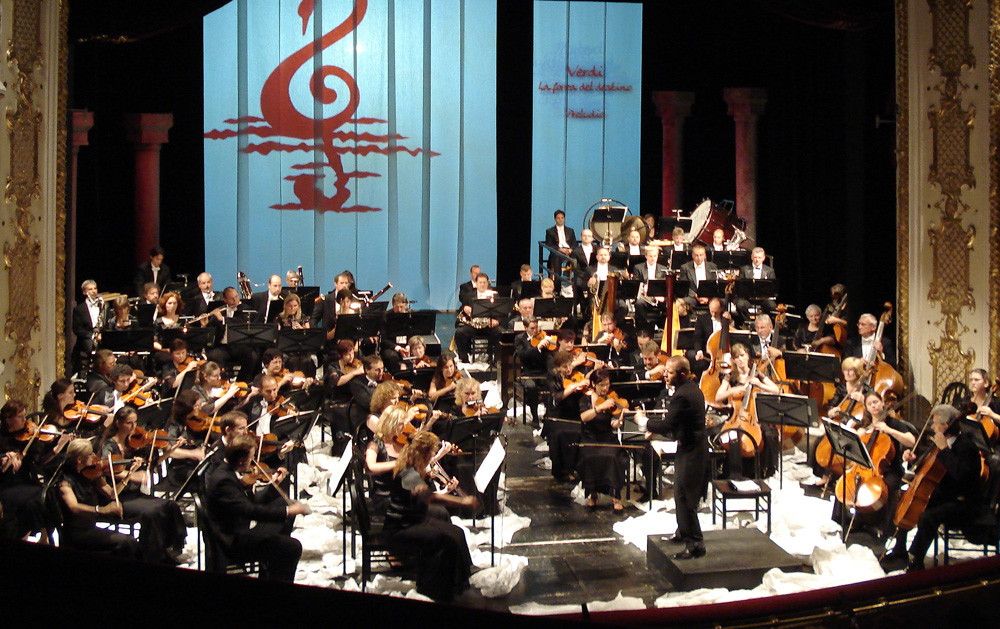
Miskolcs symfoniorkester på operafestivalen 2010.

Miskolcs operafestival eller Internationella operafestivalen i Miskolc (ungerska: Miskolci Nemzetközi Operafesztivál) är en kulturell händelse som inträffar varje sommar i staden Miskolc, huvudstaden i provinsen Borsod-Abaúj-Zemplén i Ungern. Festivalen erbjuder ett urval av operaframträdanden med kända personer från hela världen.
Festivalen kallas även Bartók + ... Operafestivalen eftersom festivalen varje år fokuserar att jobba med två kompositörer, en av dem är alltid Béla Bartók. År 2005 gjordes ett undantag och istället blev det Gioacchino Rossini, Vincenzo Bellini och Gaetano Donizetti och deras musik skulle hedras.
Ursprungsidén till festivalen kommer ifrån Péter Müller Sziámi, Miskolcs nationalteaters direktör. Första året för festivalen var år 2001.
Under de dagar festivalen håller igång hjälper företaget MVK Rt. till med transporten och stannar spårvagnar utanför teatern - där spårvagnar annars inte brukar stanna. Det är även gratis att åka med spårvagnarna den dagen ifall man har giltig biljett till föreställningen. Spårvagnen som körs är en nostalgivagn som inte används någon annan gång under året.

## Namnen på festivalen
- Bartók + Verdi 2001
- Bartók + Puccini 2002
- Bartók + Mozart 2003
- Bartók + Tjajkovskij 2004
- Bartók + Bel canto 2005
- Bartók + Verismo 2006